# Réseau Dirisoft
Der französische Forschungsverbund Réseau Dirisoft untersucht die Einsatzmöglichkeiten von Luftschiffen im Bereich des Schwerlasttransports und damit den Einsatz als Transportluftschiff. Er wurde am 23. März 2007 in der École normale supérieure de Cachan in Paris, mit Unterstützung der Direktion für Forschung und Innovation MEEDAT (dem Ministerium für Ökologie, Energie, nachhaltiger Entwicklung und Raumplanung) gegründet. Die durchgeführten Studien und der Aufbau des Netzwerks Réseau Dirisoft orientieren sich an Marktforschungsergebnissen und werden entsprechend weiterentwickelt. Das Netzwerk ist ein Partner der Unternehmen PEGASE, ASTECH und Swstem@tic.

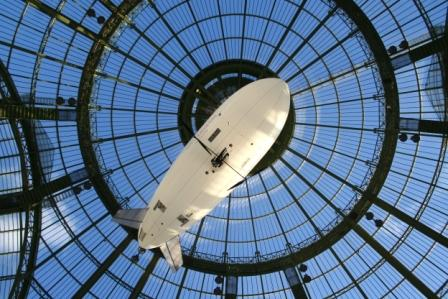
Der Zeppelin – Das Transportmittel der Zukunft?

## Handlungsmöglichkeiten
- Organisation von Konferenzen, Workshops, Seminaren, Schulungen, Arbeitsgruppen wissenschaftlichen und sozio-kulturellen Denkens, sowie sportlichen Veranstaltungen und Wettkämpfen der Luftschiffe.
- Verwaltung von Forschungsaufträgen einschließlich der Finanzierung und Rekrutierung von Doktoranden und Post-Doktoranden
- Vermarktung des Luftschiffs „Vector“ in der Öffentlichkeit, bei politischen Entscheidungsträgern und sozio-ökonomischen Medien
- Management von Forschungszentren, Integration und Flugerprobung der experimentellen Luftschiffe
- Veröffentlichung von Büchern und Zeitschriften im Umfeld des Themas „Luftschiffe“ und das Hosting von wissenschaftlichen Publikationen und Websites
- Umsetzung und Erprobung von Forschungsprototypen
- Anschaffung, Wartung, Austausch und die Bereitstellung von Testgeräten und Experimenten, die von den Mitgliedern des Vereins verwendet werden können.
- Die Organisation kann mit Regierungen, halbstaatlichen und privaten Partnern Vereinbarungen treffen.

## Das Netzwerk

### Motivation
Frankreich hat zwar eine glamouröse Vergangenheit in Bezug auf „Luftschiffe“, nicht aber (oder besser gesagt nicht mehr) die dazugehörige Kultur. Das Luftschiff wird als ergänzender Ansatz zu anderen technologischen Möglichkeiten gesehen. All die Mittel und Anstrengungen, die in die Entwicklung neuer Generationen von Luftschiffen investiert wurden, führten lediglich zu mittelmäßigen Ergebnissen. Mehrere Länder sind an aktuell an der Forschung von Luftschiffen beteiligt, darunter Frankreich, Deutschland, Großbritannien, die USA, Russland und China.

### Aufgabenfelder
- Die Zusammenführung französischer Forschungseinrichtungen, die an den Forschungsprojekten bezüglich der neuen Generation von Luftschiffen teilnehmen.
- Die Definition einer koordinierten Politik der wissenschaftlichen Forschung an Luftschiffen.
- Die Verfügbarkeit von wissenschaftlichen Gemeinschaften mit akademischen Cluster, Institutionen und Forschungseinrichtungen, Regierungen, Partnern und anderen ausländischen Netzen.
- Die Verwaltung und Förderung des Integrations- und Forschungszentrums.
- Die Initiierung eines Lehrplans für die Ausbildung in einem neuen, industriellen und wirtschaftlichen Sektor.
- Beteiligung an der Förderung des Vektors „Luftschiff“.

### Forschungsergebnisse

#### MC 4
Der MC4 ist eine im Jahre 2009 auf der „Exposition du bourget“ in Paris geborene Idee. Es handelt sich um einen motorisierten Ballon von 4 m Länge und 4 m³ Volumen, der mit einer Kamera ausgestattet in der Lounge der Ausstellung umher schwebte. Der Motor ist auf einer Platte hinter dem Ballon montiert. Die Richtungsteuerung wird durch die Ausrichtung auf die beiden Achsen des Motors sichergestellt. Dieser Ballon kann, dank seines starken Motors und den Batterien, sogar draußen fliegen und seine Videos direkt übermitteln.

#### MC 25
Der MC 25 ist das Ergebnis der Zusammenarbeit zwischen LCPC Heudiazic IBISC und Hervé Kuhlmann. Mit diesem Modell wurde ein Kunstwerk für städtische und vorstädtische Gebiete geschaffen. Aufgrund der ultraschnellen Orientierung seiner Motorisierung und den 9 bis 16 Sensoren, die jeweils mit 15 Megapixeln ausgestattet sind, ist es in der Lage, Risse bis hin zu einem Zehntel Millimeter zu erkennen. Dieses Projekt erhielt einen Zuschuss vom DRI, ein Antrag auf ANR wird eingereicht.

#### MC 500

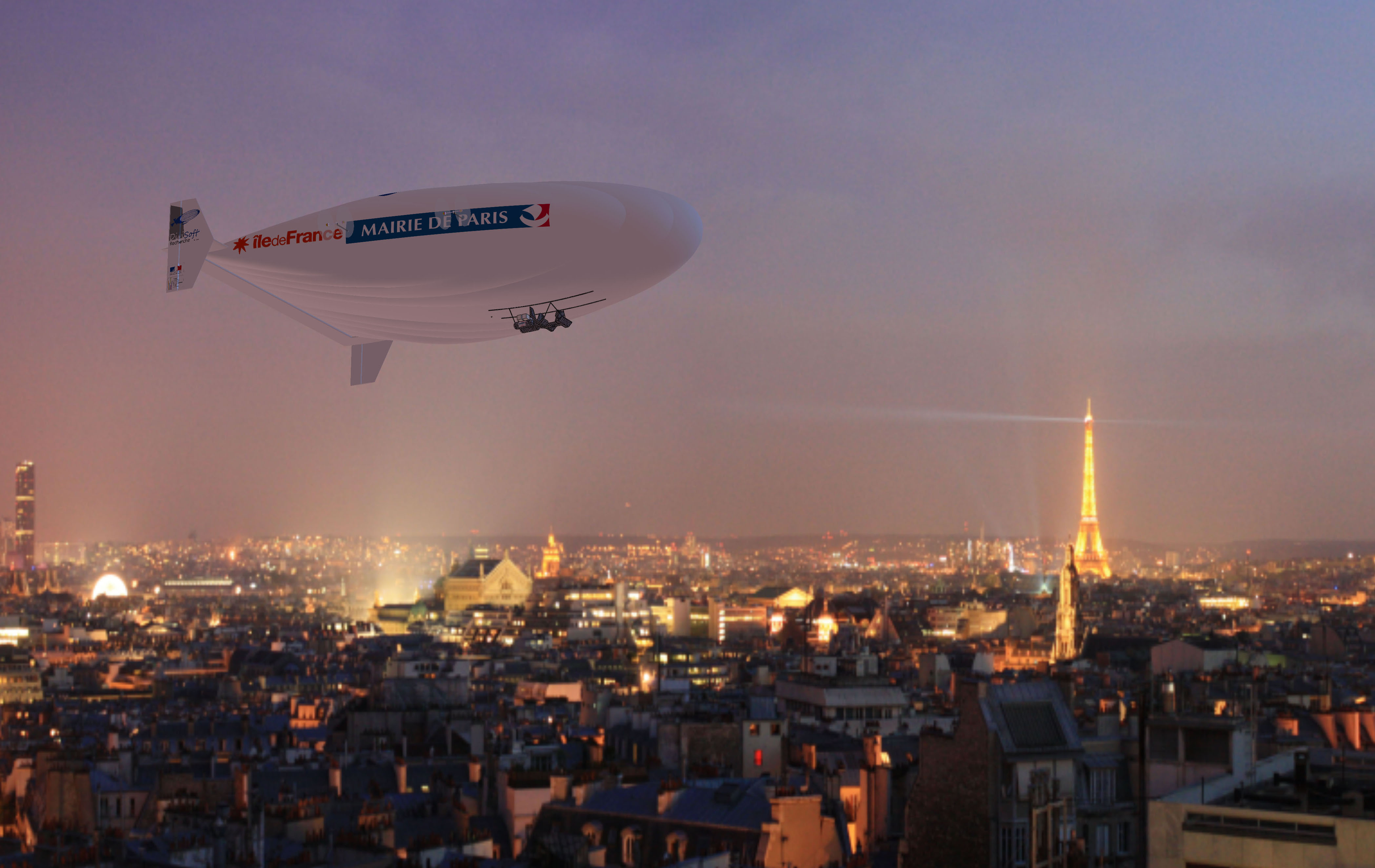
MC 500 in der Luft über den Dächern von Paris (künstlerische Darstellung)

Der MC 500 ist eine reduzierte Version des Modells „Ballon Paris région“. Er ist ausschließlich für den Gebrauch von Netzwerk-Forschern gedacht.

## Ballon Paris Région

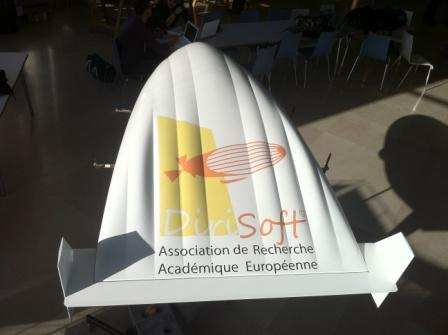
Modell des Ballon Paris Region

Der Ballon Paris Region ist für die lärm- und emissionsfreie Kontrolle des Pariser Luftraumes gedacht. Er ersetzt den Hubschrauber auf Strecken von kurzen Distanzen und kann zu Überwachungszwecken Sensoren mit einem Gewicht von bis zu 300 kg tragen. Mögliche Aufgaben sind die Beobachtung der Wärmedämmungsqualität von Gebäuden, die Verkehrsüberwachung, Kontrolle der Umweltverschmutzung, Nachweis von Luftschadstoffen und Erstellung von Luftbildern.